# Nordamerikansk bæver
Den nordamerikanske bæver (Castor canadensis), også kaldet amerikansk bæver eller canadisk bæver, er en gnaver i familien bævere. Den er nært beslægtet med europæisk bæver, som den ligner både i levevis og udseende. Den
nordamerikanske bæver er Canadas nationaldyr, men bliver dog betragtet som skadedyr i nogle dele af Canada.

## Udbredelse
Den nordamerikanske bæver er udbredt i hele Canada og USA, bortset fra den arktiske tundra, Florida og ørkenområderne i det sydvestlige USA. Den findes desuden i det nordlige Mexico.
I 1937 blev den indført til Finland, hvorfra den bredte sig til Karelen og Leningrad oblast. Den er også introduceret til det østligste Rusland, Kamtjatka og Sakhalin. I 1946 blev nordamerikanske bævere indført til øen Isla Grande i Ildlandet i Argentina og har siden bredt sig i området.

## Beskrivelse
Den nordamerikanske bæver er den største gnaver i Nordamerika. Udvoksede individer vejer normalt fra 11 til 32 kg, hvor 20 kg er det typiske. Længden af hoved og krop er 74-90 cm, med halen yderligere 20-35 cm. Meget gamle individer kan undtagelsesvis veje mere end 40 kg eller endda op til 50 kg.

### Forskel fra den europæiske bæver
Den nordamerikanske bæver ligner overfladisk den europæiske bæver, men der er flere forskelle imellem dem. Den nordamerikanske bæver er ofte lidt mindre, med et mindre, mere afrundet, hoved. Desuden er snuden kortere og bredere, og pelsens inderste lag af uldhår er tykkere, længere og mørkere. Halen er bredere og mere oval og skinnebenene er længere, hvilket giver den nordamerikanske bæver en højere grad af bevægelsesfrihed på to ben. Næsebenet er kortere og bredest midt på snuden, mens det er bredest i spidsen hos europæisk bæver. Næseborenes åbning er kvadratisk hos nordamerikansk bæver, men trekantet hos europæisk bæver. Nakkehullet (foramen magnum) i kraniet er trekantet hos nordamerikansk bæver, men afrundet hos den europæiske. Analkirtlerne hos den nordamerikanske bæver er mindre og tykvæggede med et lille indre volumen sammenlignet med den europæiske bæver. Endelig gælder det for den nordamerikanske bæver, at spidsen af dækhårene har en kortere hul medulla (inderste del af hårstrået). Pelsfarven er også forskellig. Generelt for den nordamerikanske bæver har 50% gulbrun pels, 25% rødbrun, 20% brun og 6% sortagtig. Hos den europæiske bæver er 66% gulbrun eller beige, 20% rødbrun, næsten 8% brun og kun 4% er sortagtig.
De to arter er ikke genetisk kompatible. Den nordamerikanske bæver har 40 kromosomer, mens europæisk bæver har 48. Der er i Rusland gjort forsøg på at krydse de to arter, men uden held. Derfor er det usandsynligt, at der vil forekomme hybridisering, hvor de to arter lever i samme område.

## Levevis
Levevisen for den nordamerikanske bæver adskiller sig ikke væsentligt fra den europæiske bæver.

## Billeder
- Kranier
- Canadagås med rede på bæverhytte.
- Træ på 20 cm i diameter fældet af nordamerikansk bæver.